# Mrs. Pack
Mrs. Pack, död 1694, var amma hos William, hertig av Gloucester (1689–1700). Hon har kallats föregångare till den moderna brittiska nannyn.